# 市场关注度指数
市场关注度指数(Market Attention Index,MAI) 是基于内幕者的财经资讯监测系统内部数据生成的实时指数，统计样本除了财经资讯、研究报告的传播力度以外，还包括了对游资机构、股票论坛、SNS社区、即时通讯软件群组等，真正实现了对某个样本的超多维监控与统计，能最真实地反映整个证券市场的所有参与者对于股票、行业、市场、概念题材的关注程度。MAI指数的变化可以有效的反映股票、行业、市场热点变化趋势和人气变化趋势。
市场关注度指数(MAI)是首款针对投资品种的热度进行研究的产品，为股票的消息面提供了一个量化的参考。决定证券产品价格有四大因素：基本面、技术面、资金面、消息面，一直以来基本面、技术面、资金面都可以通过专业统计分析得出一个量化的指标，唯独消息面无法用数学的方法分析。随着市场关注指数(MAI)的推出，意味着投资者终于可以把“人气”这一难以捉摸的模糊概念，变成一个清晰的数据，为投资决策提供重要参考。